# Kiberg
Kiberg este o localitate din comuna Vardø, provincia Finnmark, Norvegia, cu o suprafață de 0,28 km² și o populație de 202 locuitori (2013).